# دریاوار

نام دریاوارها و دهانه‌های اصلی سمت پیدای کره ماه.

دریاوار (maria) نامی است که به گروهی از پهنه‌هایی تیره‌رنگ سطح کره ماه داده شده‌است. مجموعه این پهنه‌ها آبگیروارهای ماه نامیده می‌شود.
سمت پیدای ماه، ظاهری بسیار متفاوت نسبت به سمت پنهان آن دارد. علت آن اینست که پهنه‌های زیادی از این سوی ماه بر اثر فعالیت‌های آتشفشانی با گدازه‌های تیره‌رنگ پوشیده شده‌اند و آبگیروارهای گوناگونی را به وجود آورده‌اند ولی سوی دور ماه همچنان به شکل قدیم یعنی آکنده از گودال باقی‌مانده‌است.